# Дуруша
Дуруша (рум. Durușa) — село у повіті Марамуреш в Румунії. Входить до складу комуни Валя-Кіоарулуй.
Село розташоване на відстані 388 км на північний захід від Бухареста, 29 км на південь від Бая-Маре, 71 км на північ від Клуж-Напоки.

## Населення
За даними перепису населення 2002 року у селі проживали 90 осіб, з них 89 осіб (98,9%) румунів. Рідною мовою 89 осіб (98,9%) назвали румунську.